# Wanshan Qundao
Wanshan Qundao är öar i Kina. De ligger i provinsen Guangdong, i den södra delen av landet, omkring 140 kilometer söder om provinshuvudstaden Guangzhou. Arean är 86 kvadratkilometer.